# Damnation Festival
Le Damnation Festival est un festival britannique consacré au metal extrême. Il a été créé en 2005 à l'initiative de quelques fans anglais qui trouvaient que les groupes extrêmes n'apparaissaient pas assez dans les festivals de metal (le slogan du festival est : par les fans pour les fans).

## Programmation

### 2005
La toute première édition a eu lieu à Manchester au Jilly's Rockworld
et fut un succès indéniable: le festival a été élu, par les lecteurs du magazine Terrorizer, quatrième plus grand événement musical (après le Download Festival, le Wacken Open Air et Bloodstock 2005).
- Scène principale: Raging Speedhorn, Sikth, Charger, FourWayKill, The Inbreds, Forever Never, Allerjen.
- Scène extrême: Entombed, Gorerotted, Gutworm, Conquest of Steel, Mercury Rain, Nailed, Dawn of Chaos.

### 2006
Le 15 octobre : 
Evile, SpeedTheory, Kingsize Blues, Head-On, Murder One, Biomechanical, Mistress, Madman Is Absolute.

### 2007
Le 20 octobre :
Kreator, Amen, Anaal Nathrakh, Orange Goblin, 1349, Kataklysm, Lazarus Blackstar, Aborted, Ted Maul, Narcosis, Devil Sold His Soul, Romeo Must Die, Soulfracture.